# میزی کاسپر
میزی کاسپر (انگلیسی: Mizzi Kaspar; ۲۸ سپتامبر ۱۸۶۴ – ۲۹ ژانویهٔ ۱۹۰۷) بازیگر اهل امپراتوری اتریش و معشوقه رودلف، ولیعهد اتریش–مجارستان بود.